# Абелян, Ованес Артемьевич
Иван Арте́мьевич Абеля́н, также Оване́с Абеля́н [ О в а н э́ с ] (арм. Հովհաննես Աբելյան; 4 ноября 1865, Шемаха Бакинской губернии — 1 июля 1936, Ереван) — армянский актёр. Народный артист Армянской ССР (1932), народный артист Азербайджанской ССР (1932). Герой Труда (1932).

## Биография
Родился в семье ремесленника. Учился в Бакинском реальном училище.
- 1882 — начало сценической деятельности, Бакинский русский театр
- 1886 — переходит на армянскую сцену
- 1913 — награждён орденом Льва и Солнца 1-й степени.
- С 1918 — председатель «Союза артистов» (Тифлис)
- 1925 — вступил в труппу 1-го Государственного театра Армении в Эривани (ныне Армянский театр имени Сундукяна).
- В 1932 (50-летие творческой деятельности) — присвоены звания народного артиста Армянской ССР, народного артиста Азербайджанской ССР и звание Герой труда

Организовывал и возглавлял труппы для гастрольных поездок. Выступал в Баку, Тифлисе, на Украине, в Средней Азии и др. городах России, а также за границей — в Турции, Иране, Египте, Германии, Франции, Англии, США (1908—1910, 1913, 1920—1925).

## Память
- В 1936 году имя Абеляна было присвоено Ванадзорскому государственному драматическому театру.

## Роли
Выдающийся исполнитель драматургии Александра Ширванзаде:
- Элизбаров, Рустам (позднее Бархудар), Гиж Данэл «Из-за чести», 1905
- «Намус» («Честь»),1925
- «Злой дух», 1913

Пьесы армянских авторов:
- Пэпо, Зимзимов, Микаэл («Пэпо», 1907), «Ещё одна жертва» М.Сундукяна
- Назар («Храбрый Назар», 1932) Туманяна
- дядя Багдасар (одноимённая пьеса А.Пароняна)

Переводная классическая драматургия:
- Осип («Ревизор», 1898) Н.Гоголя
- Несчастливцев, Жадов (позднее Юсов) («Лес», 1903, «Доходное место», 1893) А.Островского
- Расплюев («Свадьба Кречинского», 1898), Сухово-Кобылина
- Отелло, (1896), Король Лир (1910) — одноимённые пьесы Шекспира
- Петруччио «Укрощение строптивой» Шекспира
- Штокман, Освальд («Враг народа», 1895, «Привидения», 1891 Ибсена)

Советская драматургия:
- Берсенев («Разлом», 1928 Б.Лавренёва)
- Егор Булычев («Егор Булычев и другие» (1933) М.Горького)